# Список заслуженных тренеров СССР (волейбол)
Почётное спортивное звание, присваивалось в 1956—1992 годах.
| 1956 год |                                |            |                         |           |               |  |
| 1        | Осколкова Валентина Андреевна  | 04.08.1956 |                         | Москва    |               |  |
| 2        | Чинилин Анатолий Иванович      | 04.08.1956 |                         | Москва    |               |  |
| 3        | Сунгуров Михаил Сергеевич      | ??.??.1956 | ??.??.1919 — ??.??.1990 | Москва    | «Локомотив»   |  |
| 1957 год |                                |            |                         |           |               |  |
| 1        | Эйнгорн Анатолий Николаевич    | ??.??.1957 |                         |           |               |  |
| 1958 год |                                |            |                         |           |               |  |
| 1        | Якушев Алексей Петрович        | ??.??.1958 |                         | Москва    | «Динамо»      |  |
| 1960 год |                                |            |                         |           |               |  |
| 1        | Кундиренко Серафима Георгиевна | ??.11.1960 |                         | Москва    | «Динамо»      |  |
| 2        | Ахвледиани Гиви Александрович  | ??.11.1960 |                         | Москва    | ЦСКА          |  |
| 3        | Михеев Николай Сергеевич       | ??.11.1960 |                         | Ленинград | СКА           |  |
| 1961 год |                                |            |                         |           |               |  |
| 1        | Амалин Михаил Ефимович         | ??.03.1961 | ??.??.1920              | Рига      | «Даугава»     |  |
| 2        | Ковалс Леопольд Андреевич      | ??.03.1961 |                         | Рига      | «Даугава»     |  |
| 1962 год |                                |            |                         |           |               |  |
| 1        | Горбачёв Евгений Георгиевич    | ??.09.1962 |                         | Одесса    | «Буревестник» |  |
| 1963 год |                                |            |                         |           |               |  |
| 1        | Алексеев Евгений Васильевич    | ??.??.1963 | 26.06.1915 — 23.08.1999 |           |               |  |
| 2        | Тевосян Арменак Арналусович    | ??.??.1963 | ??.??.1915              |           |               |  |
| 1964 год |                                |            |                         |           |               |  |
| 1        | Иванова Ольга Григорьевна      | ??.03.1964 | ??.??.1918              | Иркутск   | «Спартак»     |  |

## 1964
- Винер, Мирон Исаакович
- Шамхалов, Шамиль Абдуллаевич

## 1965
- Жарылгапов, Октябрь Кадырбаевич
- Клещёв, Юрий Николаевич
- Маргишвили, Шота Рожденович 1922—1990
- Титарь, Василий Андреевич 1923
- Щуровецкий Б. М.

## 1966
- Барышникова, Таисия Васильевна

## 1967
- Барский, Марк Абрамович

## 1970
- Войнов, Карл Петрович 1930
- Джаркешев, Зангар Асанханович

## 1972
- Железняк, Юрий Дмитриевич 1929
- Зедгенидзе, Владимир Ираклиевич 26.12.1926 — 23.06.2009
- Кильчевский, Александр Владимирович 1917
- Саркисов, Анатолий Сергеевич 1920—1991
- Тюрин, Виктор Александрович

## 1973
- Селин, Валентин Иванович

## 1976
- Чесноков, Юрий Борисович

## 1978
- Драчёв, Иван Афанасьевич
- Клигер, Валерий Арьевич
- Платонов, Вячеслав Алексеевич

## 1979
- Жуков, Валентин Васильевич

## 1980
- Беляев, Николай Анатольевич 27.05.1939
- Карполь, Николай Васильевич
- Паткин, Владимир Леонидович

## 1981
- Израилов, Ададий Натанович 1939
- Паршин, Геннадий Васильевич
- Северов, Евгений Александрович 10.08.1938

## 1982
- Качарава, Важа Соломонович
- Терещук, Борис Павлович

## 1983
- Фураев, Юрий Петрович

## 1984
- Диленян, Роберт Артёмович
- Небылицкий, Леонид А.
- Черный, Зиновий Ефимович 29.07.1940 — 20.12.1994

## 1985
- Князев, Василий Алексеевич 24.03.1934

## 1986
- Радин, Виктор Сергеевич

## 1988
- Вязовский, Михаил Григорьевич
- Карполь, Галина Михайловна 21.9.1941
- Омельченко, Михаил Дмитриевич 25.10.1947 — 19.10.2020
- Щербакова, Нелли Алексеевна

## 1989
- Жуков, Валентин Васильевич
- Кольченко, Екатерина Николаевна
- Лавкин, Евгений Петрович
- Петров, Анатолий Константинович
- Плотников, Виталий Павлович

## 1990
- Берлянд, Григорий Ефимович
- Елисеев, Валерий Сергеевич
- Леонтьев, Лев Оскарович
- Питанов, Владимир Викторович

## 1991
- Демин, Юрий Петрович 17.8.1922 — 2007
- Кондра, Владимир Григорьевич
- Крылов, Михаил Ильич 8.11.1915 — 1.12.1998
- Филимонов, Юрий Николаевич 25.1.1929
- Чернов, Владимир Семёнович
- Юрьев, Валерий Константинович 30.06.1948

## 1992
- Проскуровский, Анатолий

## неизв
- Барышников, Алексей Георгиевич 1913—1978 (? 57)
- Чехов, Олег Сергеевич (? 60)